# Liste der Biografien/Thoms
Liste der Biografien |
Portal Biografien |
Personensuche
# |
A |
B |
C |
D |
E |
F |
G |
H |
I |
J |
K |
L |
M |
N |
O |
P |
Q |
R |
S |
T |
U |
V |
W |
X |
Y |
Z |
?
 
Ta |
Tc |
Te |
Tf |
Tg |
Th |
Ti |
Tj |
Tk |
Tl |
Tm |
To |
Tq |
Tr |
Ts |
Tu |
Tv |
Tw |
Tx |
Ty |
Tz
 
Tha |
The |
Thi |
Thj |
Thn |
Tho |
Thr |
Thu |
Thw |
Thy
 
Thoa |
Thob |
Thod |
Thoe |
Thof |
Thog |
Thoh |
Thoi |
Thok |
Thol |
Thom |
Thon |
Thoo |
Thop |
Thor |
Thos |
Thot |
Thou |
Thov |
Thow |
Thoz
 
Thoma |
Thomb |
Thomc |
Thome |
Thomf |
Thomi |
Thomk |
Thomm |
Thomo |
Thomp |
Thoms
Die Liste der Biografien führt alle Personen auf, die in der deutschsprachigen Wikipedia einen Artikel haben. Dieses ist eine Teilliste mit 246 Einträgen von Personen, deren Namen mit den Buchstaben „Thoms“ beginnt.

## Thoms
- Thoms, Adah Belle (1870–1943), US-amerikanische Krankenschwester und Trägerin der Mary Mahoney Medal
- Thoms, Antje (* 1976), deutsche Regisseurin und Autorin
- Thoms, Arne (* 1971), deutscher Tennisspieler
- Thoms, Bill (1910–1964), kanadischer Eishockeyspieler
- Thoms, Dietrich (1917–1980), deutscher Schauspieler
- Thoms, Dietrich (* 1924), deutscher Schauspieler und Opernsänger
- Thoms, Ernst (1896–1983), deutscher Maler der Neuen Sachlichkeit
- Thoms, Friedrich (* 1920), deutscher Fußballspieler
- Thoms, George (1843–1902), deutsch-baltischer Agrikulturchemiker
- Thoms, Heike (* 1968), deutsche Tennisspielerin
- Thoms, Heiko (* 1968), deutscher Diplomat und politischer Beamter
- Thoms, Hermann (1859–1931), deutscher Pharmazeut und Hochschullehrer
- Thoms, Hilde (1937–2025), deutsche Schriftstellerin
- Thoms, Jerome (1907–1977), US-amerikanischer Filmeditor
- Thoms, Laurence (* 1980), fidschianischer Skirennläufer
- Thoms, Lothar (1956–2017), deutscher Radsportler
- Thoms, Meral (* 1971), deutsche Politikerin (Bündnis 90/Die Grünen), MdL
- Thoms, Peter (* 1940), deutscher Schlagzeuger und Schauspieler
- Thoms, Sven (* 1970), deutscher Biochemiker
- Thoms, Toni (1881–1941), deutscher Komponist, Sänger, Musiker und Theaterleiter
- Thoms, Tracie (* 1975), US-amerikanische SchauspielerinTracie Thoms (* 1975)

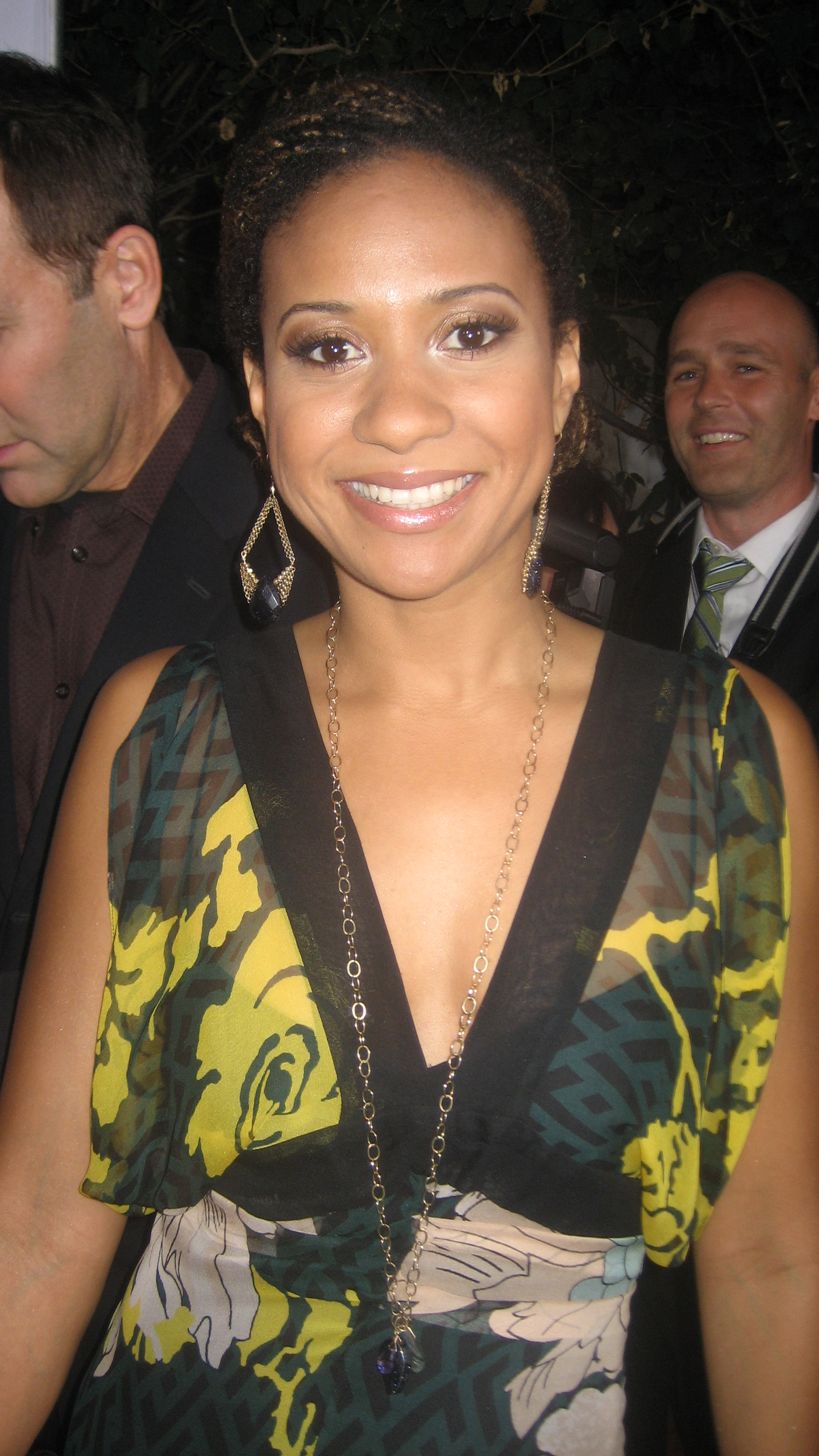
Tracie Thoms (* 1975)

- Thoms, Walter (1899–1994), deutscher Betriebswirt, NS-Funktionär
- Thoms-Heinrich, Lieselotte (1920–1992), deutsche Journalistin und Politikerin (DFD, SED), MdV

### Thomsa
- Thomsa, Jörg-Philipp (* 1979), deutscher Germanist und Historiker, Leiter des Günter Grass-Hauses

### Thomsc
- Thomschitz, Georg (1916–1985), österreichischer Politiker (SPÖ), Landtagsabgeordneter
- Thomschke, Markus (* 1984), deutscher Triathlet

### Thomse
- Thomsen, Adolph Theodor (1814–1891), deutscher Politiker
- Thomsen, Anders (1842–1920), dänischer Politiker (Venstre), Präsident des Folketing und des Landsting
- Thomsen, Anne Lolk (* 1983), dänische Ruderin
- Thomsen, August von (1846–1920), deutscher Admiral
- Thomsen, Benjamin (* 1987), kanadischer Skirennläufer
- Thomsen, Boye (* 1892), grönländischer Katechet und Landesrat
- Thomsen, Britta (* 1954), dänische Politikerin, MdEP
- Thomsen, Camilla (* 1974), dänische Handballspielerin
- Thomsen, Carlo Zino (1860–1941), Privatbankier und Kunstsammler
- Thomsen, Cecilie (* 1974), dänische Schauspielerin und Model
- Thomsen, Christian (1909–2003), dänischer sozialdemokratischer Politiker, Abgeordneter und Minister
- Thomsen, Christian (* 1959), deutscher Physiker und Hochschullehrer, Präsident der Technischen Universität BerlinChristian Thomsen (* 1959)

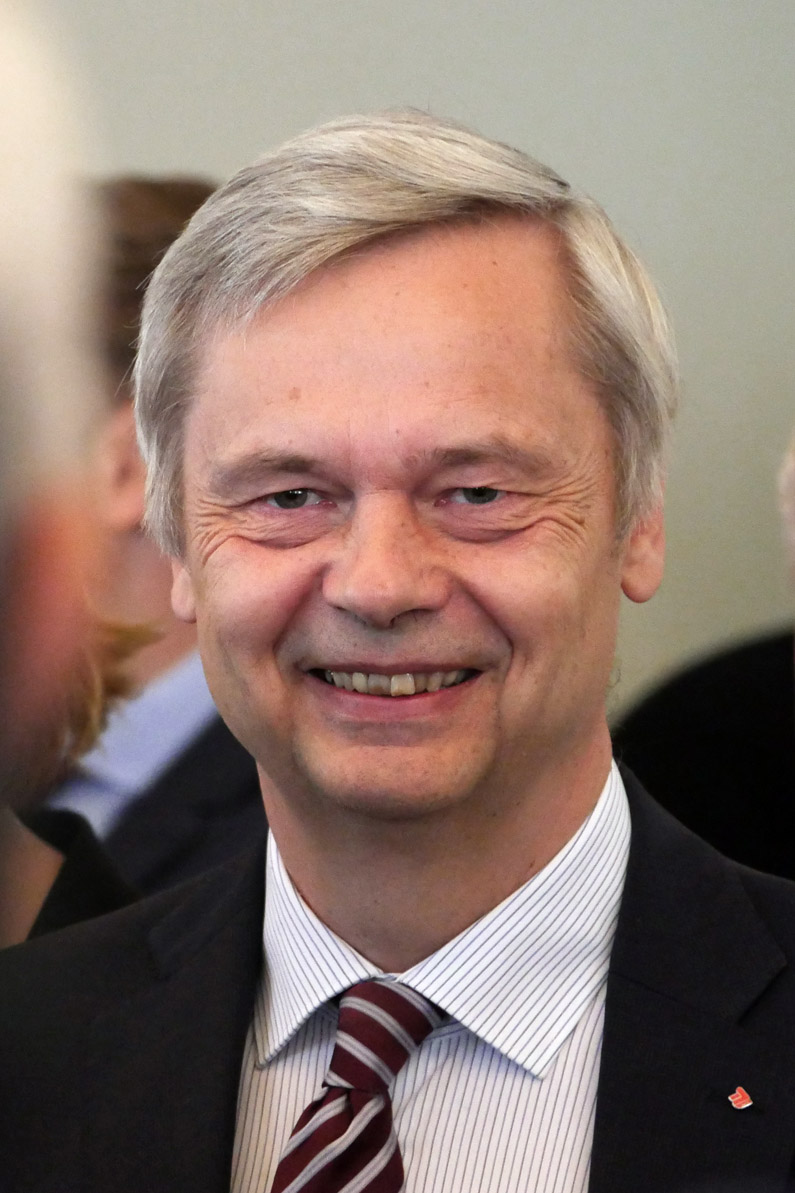
Christian Thomsen (* 1959)

- Thomsen, Christian Albert Frederich (1827–1896), dänischer Generalleutnant und Minister
- Thomsen, Christian Jürgensen (1788–1865), dänischer Altertumsforscher
- Thomsen, Christian Lind (* 1985), dänischer Badmintonspieler
- Thomsen, Christian Werner (* 1940), deutscher Anglist
- Thomsen, Claus (* 1965), dänischer Badmintonspieler
- Thomsen, Claus (* 1970), dänischer Fußballspieler
- Thomsen, Detlef (1880–1954), deutscher Politiker
- Thomsen, Ebba (1887–1973), dänische Theater- und Stummfilmschauspielerin
- Thomsen, Erik (* 1935), dänischer Ringer
- Thomsen, Gerhard (1899–1934), deutscher Mathematiker
- Thomsen, Grete (1902–1987), deutsche Internistin und Missionsärztin
- Thomsen, Gustav (1833–1915), deutscher Unternehmer und Politiker (DFP, FVg), MdR
- Thomsen, Hans (1891–1968), deutscher Diplomat
- Thomsen, Hans Bjarne (* 1957), dänischer Kunsthistoriker
- Thomsen, Harro (1911–1974), deutscher Jurist, Polizist im Nationalsozialismus
- Thomsén, Hasse (1942–2004), schwedischer Schwergewichtsboxer
- Thomsen, Heiko (* 1967), deutscher Lehrer, Literaturwissenschaftler, Autor, Herausgeber, Übersetzer und Redakteur
- Thomsen, Helge (* 1967), deutscher Journalist, Buchautor und Fernsehmoderator
- Thomsen, Helle (* 1970), dänische Handballtrainerin
- Thomsen, Henning (1905–1972), deutscher Diplomat
- Thomsen, Henry (1906–1944), dänischer Widerstandskämpfer
- Thomsen, Ines (* 1975), deutsche Kamerafrau, Regisseurin und Drehbuchautorin
- Thomsen, Ingeburg, deutsche Blues, Rock- und Jazz-Sängerin
- Thomsen, Isabella (* 1985), dänische Handballspielerin
- Thomsen, Janni (* 2000), dänische Fußballspielerin
- Thomsen, Jens L. (* 1980), färöischer Musiker
- Thomsen, Jesper (* 1974), dänischer Badmintonspieler
- Thomsen, Johann Hinrich (* 1740), deutscher Dorfschullehrer und Dichter
- Thomsen, Johnny (* 1982), dänischer Fußballspieler
- Thomsen, Julius (1826–1909), dänischer Chemiker
- Thomsen, Katharina (* 1981), deutsche Jazzmusikerin
- Thomsen, Kira (* 2001), US-amerikanische Volleyballspielerin
- Thomsen, Klaus (1915–1992), deutscher Gynäkologe und Geburtshelfer
- Thomsen, Klaus (* 1986), dänischer Handballspieler und -trainer
- Thomsen, Lisa (* 1985), deutsche Volleyball-Nationalspielerin
- Thomsen, Lotte (* 1972), dänische Badmintonspielerin
- Thomsen, Malte (* 1993), deutscher Schauspieler
- Thomsen, Marcus (* 1998), norwegischer Kugelstoßer
- Thomsen, Maren (* 1961), deutsche Juristin, Richterin am Bundesverwaltungsgericht, Präsidentin des Oberverwaltungsgerichts Schleswig
- Thomsen, Marius (* 1981), deutscher Regisseur aus dem Genre des Independentfilms
- Thomsen, Marlene (* 1971), dänische Badmintonspielerin
- Thomsen, Martin (1902–1978), deutscher Chirurg und Missionsarzt
- Thomsen, Martinus (1890–1981), dänischer Schriftsteller und Mystiker
- Thomsen, Mette Ramsgard (* 1969), dänische Architektin
- Thomsen, Niels (* 1981), grönländischer Politiker (Demokraatit) und Manager
- Thomsen, Nikolaus (1803–1872), deutscher evangelischer Theologe
- Thomsen, Oswald (1897–1986), deutscher Regattasegler
- Thomsen, Peter (1875–1954), deutscher Lehrer und Palästinaforscher
- Thomsen, Peter (* 1947), deutscher Schauspieler und Entertainer
- Thomsen, Peter (* 1961), deutscher Vielseitigkeitsreiter
- Thomsen, Poul (1922–1988), dänischer Schauspieler
- Thomsen, Poul Mathias (* 1955), dänischer IWF-Funktionär
- Thomsen, Rainer (* 1971), deutscher Opernsänger (Tenor), Gesangspädagoge und Kirchenmusiker
- Thomsen, Richard (1872–1932), deutscher Politiker (DNVP), MdR
- Thomsen, Robert (1858–1914), deutscher Psychiater
- Thomsen, Rolf (1915–2003), deutscher Flottenadmiral der Bundesmarine
- Thomsen, Rudolf (1910–1992), deutscher Jurist, Polizist und SS-Führer
- Thomsen, Søren (* 1947), dänischer Schauspieler
- Thomsen, Sven (1884–1968), dänischer Segler
- Thomsen, Tamara (* 1982), deutsche Kraftdreikämpferin
- Thomsen, Theodor (1904–1982), deutscher Segler
- Thomsen, Todd (* 1967), US-amerikanischer Politiker
- Thomsen, Tue (1972–2006), dänischer Boxer
- Thomsen, Ulrich (* 1963), dänischer SchauspielerUlrich Thomsen (* 1963)

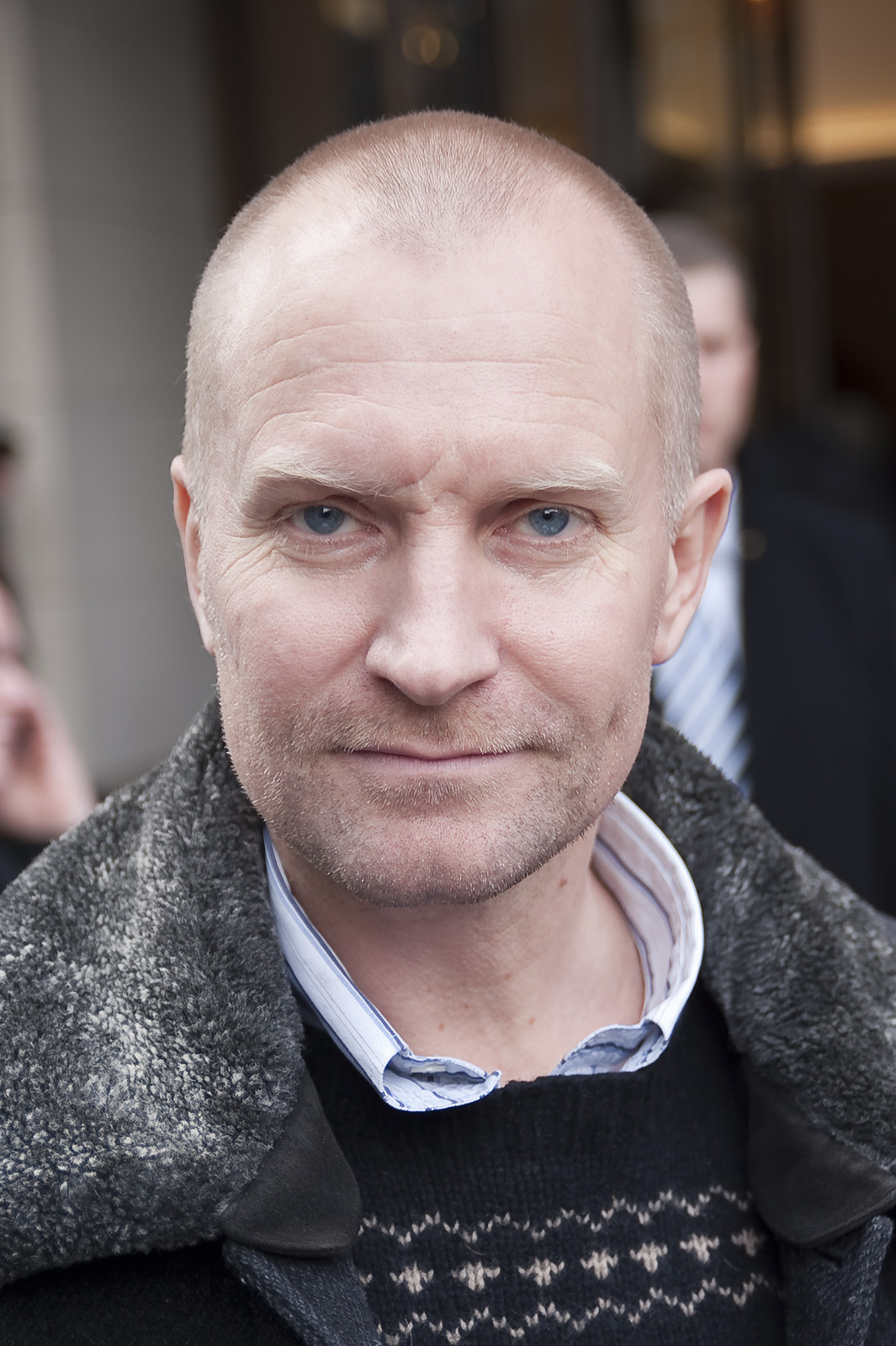
Ulrich Thomsen (* 1963)

- Thomsen, Uwe (* 1983), deutscher Synchronsprecher und Schauspieler
- Thomsen, Vilhelm (1842–1927), dänischer Sprachforscher
- Thomsen, Wilhelm (1901–1974), deutscher Orthopäde, Hochschullehrer und Sachbuch-Autor
- Thomsen, Willy (1898–1969), deutscher Maler, Zeichner, Karikaturist, Illustrator und Graphiker
- Thomsen-Fuataga, Kaino (* 1991), samoaischer Taekwondoin

### Thomso
- Thomson Larcombe, Ethel (1879–1965), britische Tennis- und Badmintonspielerin
- Thomson, Alan (* 1960), schottischer Bassgitarrist
- Thomson, Aleksander Eduard (1845–1917), estnischer Komponist
- Thomson, Alex (1929–2007), britischer Kameramann
- Thomson, Alex (* 1974), britischer Segler
- Thomson, Alexander (1788–1848), US-amerikanischer Politiker
- Thomson, Alfred (1894–1979), britischer Grafiker und Maler
- Thomson, Alison (* 1996), schottische Squashspielerin
- Thomson, Amy (* 1958), US-amerikanische Schriftstellerin
- Thomson, Anna-Lisa (1905–1952), schwedische Malerin, Illustratorin und Keramikerin
- Thomson, Anthony Todd (1778–1849), britischer Mediziner, Pharmazeut und Pionier der Dermatologie
- Thomson, Arthur Landsborough (1890–1977), britischer Ornithologe und medizinischer Forscher
- Thomson, Ben (1913–1940), schottischer Fußballspieler
- Thomson, Ben (* 1982), kanadischer Eishockeyspieler
- Thomson, Bill (1914–1993), kanadischer Eishockeyspieler
- Thomson, Bobby (* 1939), schottischer Fußballspieler
- Thomson, Bobby (1943–2009), englischer Fußballspieler
- Thomson, Carl Gustaf (1824–1899), schwedischer Entomologe
- Thomson, Cassi (* 1993), australische Schauspielerin, Sängerin und Liedschreiberin
- Thomson, César (1857–1931), belgischer Violinist und Komponist
- Thomson, Charles (1729–1824), US-amerikanischer Schriftsteller und Politiker irischer Herkunft
- Thomson, Charles (* 1953), britischer Künstler
- Thomson, Charles M. (1877–1943), US-amerikanischer Politiker
- Thomson, Charles Wyville (1830–1882), schottischer Zoologe und Hochschullehrer, Professor für Zoologie
- Thomson, Charlie (1930–2009), schottischer Fußballtorhüter
- Thomson, Christopher, 1. Baron Thomson (1875–1930), britischer Politiker, Brigadegeneral und Peer
- Thomson, Connor (* 2001), britischer Tennisspieler
- Thomson, Craig (* 1991), schottischer Fußballspieler
- Thomson, Craig A. (* 1972), schottischer Fußballschiedsrichter
- Thomson, David (* 1941), britischer Schriftsteller und Filmkritiker
- Thomson, David (* 1957), kanadischer Unternehmer
- Thomson, David Spence (1915–1999), neuseeländischer Farmer und Politiker (New Zealand National Party)
- Thomson, Des (* 1942), neuseeländischer Radrennfahrer
- Thomson, Dougie (* 1951), schottischer MusikerDougie Thomson (* 1951)

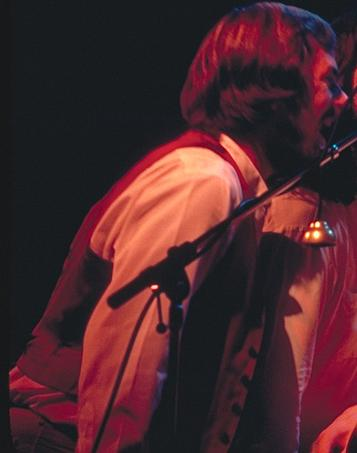
Dougie Thomson (* 1951)

- Thomson, Douglas F. S. (1919–2009), kanadischer Klassischer Philologe schottischer Herkunft
- Thomson, Douglas, 2. Baronet (1905–1972), schottischer Politiker (Unionist Party), Mitglied des House of Commons
- Thomson, Earl (1895–1971), kanadischer Leichtathlet und Olympiasieger
- Thomson, Earl Foster (1900–1971), US-amerikanischer Dressur- und Vielseitigkeitsreiter
- Thomson, Eddie (1947–2003), schottischer Fußballspieler und Fußballtrainer
- Thomson, Edwin Keith (1919–1960), US-amerikanischer Politiker
- Thomson, Elaine (* 1957), schottische Politikerin
- Thomson, Elihu (1853–1937), britisch-amerikanischer Elektrotechnikingenieur, Erfinder und Unternehmensgründer
- Thomson, Elizabeth (1847–1918), schottisch-britische Suffragette
- Thomson, Erik (1915–1990), deutsch-baltischer Gartenbauer und Schriftsteller
- Thomson, Erik (* 1967), australischer Schauspieler
- Thomson, Floyd (* 1949), kanadischer Eishockeyspieler
- Thomson, Fred (1890–1928), US-amerikanischer Schauspieler und Geistlicher
- Thomson, Frederick, 1. Baronet (1875–1935), schottischer Politiker (Unionist Party), Mitglied des House of Commons
- Thomson, Gabriel (* 1986), britischer Filmschauspieler
- Thomson, Gary (* 1977), schottischer Snookerspieler
- Thomson, Gaston (1848–1932), französischer Politiker
- Thomson, George (1921–2008), britischer Journalist und Politiker, Mitglied des House of Commons
- Thomson, George (1936–2007), schottischer Fußballspieler
- Thomson, George Derwent (1903–1987), englischer Altphilologe, marxistischer Literaturwissenschaftler und Keltologe
- Thomson, George Paget (1892–1975), englischer Physiker und Nobelpreisträger
- Thomson, George Pirie (1887–1965), britischer Marineadmiral und Pressezensor
- Thomson, George, Lord Thomson (1893–1962), schottischer Politiker
- Thomson, Gertrude (1850–1929), britische Malerin und Illustratorin
- Thomson, Glen (* 1973), neuseeländischer Radrennfahrer
- Thomson, Gordon (1884–1953), britischer Ruderer
- Thomson, Gordon (* 1945), kanadischer Film- und FernsehschauspielerGordon Thomson (* 1945)

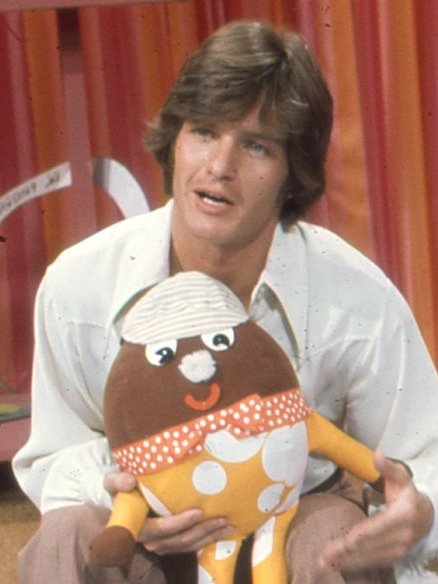
Gordon Thomson (* 1945)

- Thomson, Gordon (* 1985), schottischer Badmintonspieler
- Thomson, Graeme (1875–1933), britischer Kolonialgouverneur
- Thomson, Greg (* 1963), deutsch-kanadischer Eishockeyspieler und -trainer
- Thomson, H. A. R. (1910–2003), britischer Kameramann
- Thomson, Hans (1888–1963), deutscher Fechter, mehrmaliger deutscher Meister und Olympiateilnehmer
- Thomson, Heather (* 1946), neuseeländische Mittel- und Langstreckenläuferin
- Thomson, Hollie (* 1986), schottische Fußballspielerin
- Thomson, Hugh (1860–1920), irischer Buchillustrator
- Thomson, J. Michael (1928–2010), britischer Verkehrsökonom
- Thomson, James (1700–1748), schottischer Schriftsteller
- Thomson, James (1786–1849), nordirischer Mathematiker
- Thomson, James (1822–1892), irischer Ingenieur, Physiker und Erfinder
- Thomson, James (1834–1882), schottischer Dichter
- Thomson, James (1851–1915), schottischer Fußballspieler
- Thomson, James (1852–1927), schottischer Ingenieur und Architekt
- Thomson, James (* 1958), US-amerikanischer Zellbiologe und Professor an der University of Wisconsin in Madison
- Thomson, Jane (1858–1944), neuseeländische Bergsteigerin
- Thomson, Jay Robert (* 1986), südafrikanischer Radrennfahrer
- Thomson, Jennifer (* 1947), südafrikanische Mikrobiologin
- Thomson, Jim (* 1965), kanadischer Eishockeyspieler und -funktionär
- Thomson, Jimmy (1927–1991), kanadischer Eishockeyspieler
- Thomson, Joe (* 1997), schottischer Fußballspieler
- Thomson, John (1778–1840), schottischer Landschaftsmaler
- Thomson, John (1780–1852), US-amerikanischer Politiker (Demokratische Partei)
- Thomson, John (1837–1921), schottischer Pionier der Photographie
- Thomson, John (1909–1931), schottischer Fußballtorhüter
- Thomson, John (1941–1994), britischer Offizier der Luftstreitkräfte des Vereinigten Königreichs
- Thomson, John (* 1969), britischer Schauspieler und Komiker
- Thomson, John Adam (1927–2018), britischer Diplomat und Regierungsbeamter, Hochkommissar in Indien, Ständiger Vertreter bei den Vereinten Nationen
- Thomson, John C. III, US-amerikanischer Offizier, Generalleutnant der US-Army
- Thomson, John Renshaw (1800–1862), US-amerikanischer Politiker (Demokratische Partei)
- Thomson, John Turnbull (1821–1884), Vermesser und Ingenieur in Singapur und Neuseeland
- Thomson, Johnny (1922–1960), US-amerikanischer Rennfahrer
- Thomson, Joseph (1858–1895), schottischer Entdecker und Afrikareisender
- Thomson, Joseph John (1856–1940), britischer Physiker, Entdecker des ElektronsJoseph John Thomson (1856–1940)

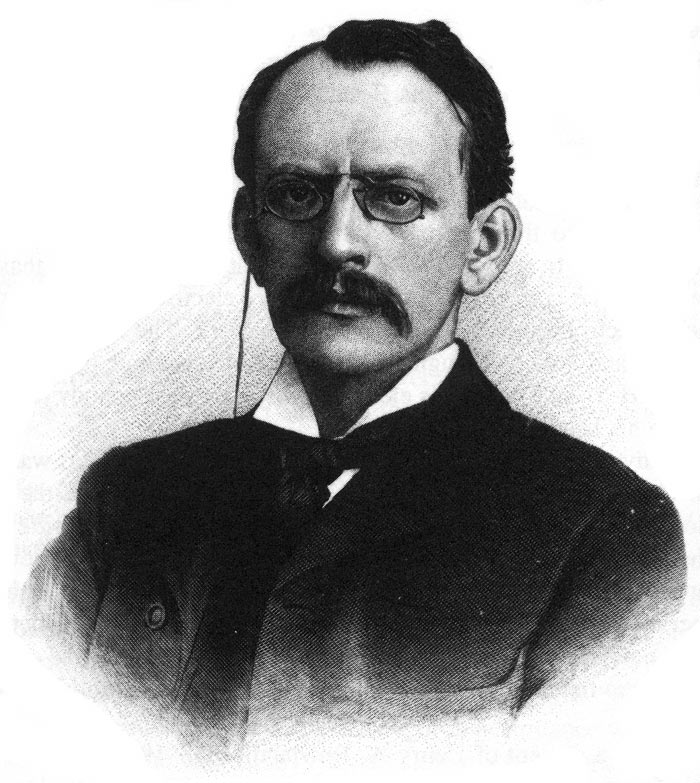
Joseph John Thomson (1856–1940)

- Thomson, Judith Jarvis (1929–2020), US-amerikanische Philosophin und Hochschullehrerin
- Thomson, Julius (1882–1940), kanadischer Ruderer
- Thomson, Julius (1888–1960), deutscher Fechter, zweimaliger deutscher Meister und Olympiateilnehmer
- Thomson, Keith (1941–2023), neuseeländischer Hockeyspieler
- Thomson, Ken (* 1976), amerikanischer Fusionmusiker (Saxophone, Klarinetten, Komposition)
- Thomson, Kenneth (1899–1967), US-amerikanischer Filmschauspieler
- Thomson, Kenneth, 2. Baron Thomson of Fleet (1923–2006), kanadischer Unternehmer
- Thomson, Kevin (* 1984), schottischer Fußballspieler
- Thomson, Kim (* 1959), britische Schauspielerin
- Thomson, Kirsten (* 1983), australische Schwimmerin
- Thomson, Lodewijk (1869–1914), niederländischer Offizier und Politiker
- Thomson, Manlius Valerius (1802–1850), US-amerikanischer Politiker
- Thomson, Mark (1739–1803), US-amerikanischer Politiker
- Thomson, Mark (* 1966), britischer Teilchenphysiker
- Thomson, Marvin (1923–1967), US-amerikanischer Radrennfahrer
- Thomson, Matthew (* 2000), US-amerikanischer Tennisspieler
- Thomson, Matthew Sydney (1894–1969), britischer Dermatologe
- Thomson, Meldrim (1912–2001), amerikanischer Politiker
- Thomson, Michelle (* 1965), britische Politikerin
- Thomson, Mick (* 1973), US-amerikanischer GitarristMick Thomson (* 1973)

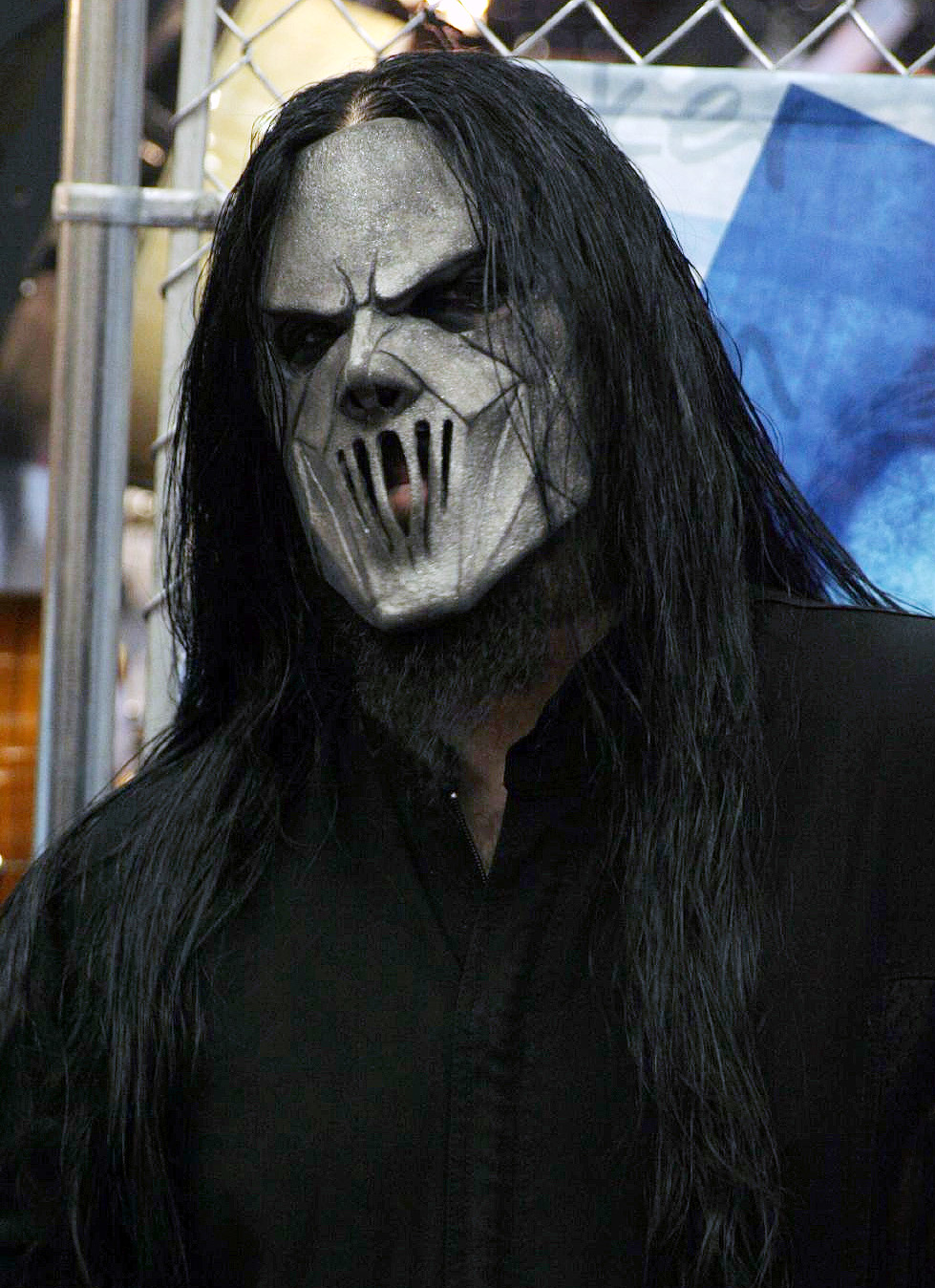
Mick Thomson (* 1973)

- Thomson, Miller (* 2004), schottischer Fußballspieler
- Thomson, Paul W. (1891–1957), deutscher Paläobotaniker und Palynologe, Braunkohleforscher
- Thomson, Peter (1929–2018), australischer Golfsportler
- Thomson, Peter (* 1948), fidschianischer Diplomat
- Thomson, R.H. (* 1947), kanadischer Schauspieler
- Thomson, Richard (* 1953), britischer Kunsthistoriker
- Thomson, Richard Douglas (1940–2012), neuseeländischer Radrennfahrer
- Thomson, Robert William (1822–1873), schottischer Erfinder
- Thomson, Robin (* 1989), deutsch-kanadischer Eishockeyspieler
- Thomson, Ronald Ferguson (1830–1888), britischer Botschafter
- Thomson, Samuel Harrison (1895–1975), US-amerikanischer Historiker
- Thomson, Scott (* 1957), US-amerikanischer Schauspieler
- Thomson, Scott, kanadischer Jazz-Musiker
- Thomson, Thomas (1773–1852), schottischer Chemiker
- Thomson, Thomas (1817–1878), englischer Botaniker und Chemiker
- Thomson, Tom (1877–1917), kanadischer Maler
- Thomson, Vernon Wallace (1905–1988), US-amerikanischer Politiker
- Thomson, Virgil (1896–1989), US-amerikanischer Komponist
- Thomson, Waldemar (1897–1945), deutschbaltischer Theologe
- Thomson, William Montgomery (1877–1963), britischer Offizier, zuletzt Generalleutnant im Ersten Weltkrieg
- Thomson, William, 1. Baron Kelvin (1824–1907), britischer PhysikerWilliam Thomson, 1. Baron Kelvin (1824–1907)

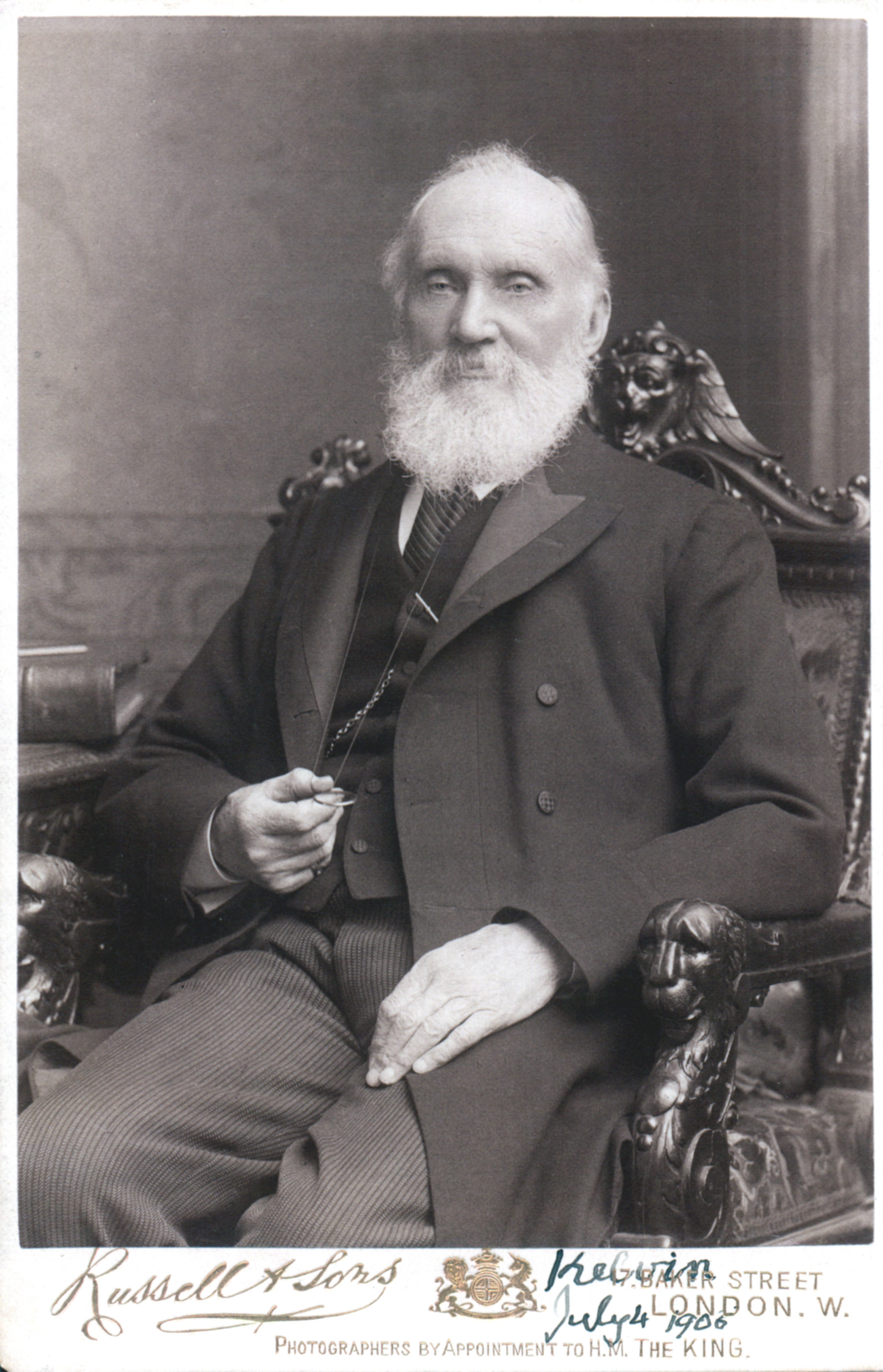
William Thomson, 1. Baron Kelvin (1824–1907)

- Thomson, Willie (* 1868), schottischer Fußballspieler

### Thomss
- Thomsson, Andreas (* 1971), schwedischer Fußballspieler und -trainer